# Parafia św. Józefa Robotnika w Zawadzie Książęcej
Parafia Świętego Józefa Robotnika w Zawadzie Książęcej – parafia rzymskokatolicka, znajdująca się w diecezji gliwickiej, w dekanacie Kuźnia Raciborska. Została erygowana w 1890 roku. Kościół parafialny oddano do użytku w 1956 roku.